# Seznam dílů pořadu Boj za záchranu velryb
Toto je seznam dílů pořadu Boj za záchranu velryb. Americký dokumentární televizní pořad Boj za záchranu velryb měl premiéru 7. listopadu 2008 na stanici Animal Planet.

## Přehled řad
| Řada | Díly | Premiéra v USA    | Premiéra v USA    |
| Řada | Díly | První díl         | Poslední díl      |
| ---- | ---- | ----------------- | ----------------- |
| 1    | 7    | 7. listopadu 2008 | 19. prosince 2008 |
| 2    | 11   | 5. června 2009    | 21. srpna 2009    |
| 3    | 14   | 4. června 2010    | 6. září 2010      |
| 4    | 12   | 3. června 2011    | 12. srpna 2011    |
| 5    | 8    | 27. dubna 2012    | 18. května 2012   |
| 6    | 1    | 13. prosince 2013 | 13. prosince 2013 |
| 7    | 3    | 2. ledna 2015     | 2. ledna 2015     |

## Seznam dílů

### První řada (2008)
| Č. v seriálu | Č. v řadě | Původní název                      | Český název                     | Premiéra v USA     |
| ------------ | --------- | ---------------------------------- | ------------------------------- | ------------------ |
| 1            | 1         | Needle in a Haystack               |                                 | 7. listopadu 2008  |
| 2            | 2         | Nothing's Ideal                    |                                 | 14. listopadu 2008 |
| 3            | 3         | International Incidents R Us       | Magnet na mezinárodní incidenty | 21. listopadu 2008 |
| 4            | 4         | We Are Hooligans                   | Jsme chuligáni                  | 28. listopadu 2008 |
| 5            | 5         | Doors Slamming and Things Breaking |                                 | 5. prosince 2008   |
| 6            | 6         | Ladies First                       |                                 | 12. prosince 2008  |
| 7            | 7         | Boiling Point                      |                                 | 19. prosince 2008  |

### Druhá řada (2009)
| Č. v seriálu | Č. v řadě | Původní název               | Český název         | Premiéra v USA    |
| ------------ | --------- | --------------------------- | ------------------- | ----------------- |
| 8            | 1         | The Sound of Ice            | Zvuk ledu           | 5. června 2009    |
| 9            | 2         | The Flexibility of Steel    |                     | 12. června 2009   |
| 10           | 3         | As Bad as Our Bark          | Myslíme to vážně    | 19. června 2009   |
| 11           | 4         | Yum Yum, Eat Crow           |                     | 26. června 2009   |
| 12           | 5         | The Unintimidatables        |                     | 10. července 2009 |
| 13           | 6         | With a Hook                 |                     | 17. července 2009 |
| 14           | 7         | The Desire to Fling Things  | Chuť něčím hodit    | 24. července 2009 |
| 15           | 8         | Bait and Switch             |                     | 31. července 2009 |
| 16           | 9         | The Crazy Ivan              | Bláznivý Ivan       | 7. srpna 2009     |
| 17           | 10        | The Stuff of Nightmares     | Tohle je noční můra | 14. srpna 2009    |
| 18           | 11        | Overlooking a Forlorn Shore |                     | 21. srpna 2009    |

### Třetí řada (2010)
| Č. v seriálu | Č. v řadě | Původní název            | Premiéra v USA    |
| ------------ | --------- | ------------------------ | ----------------- |
| 19           | 1         | Surrounded By Spies      | 4. června 2010    |
| 20           | 2         | Crossing Danger          | 11. června 2010   |
| 21           | 3         | From Hell's Heart        | 18. června 2010   |
| 22           | 4         | Stealth Attack           | 25. června 2010   |
| 23           | 5         | The Thrill of the Chase  | 9. července 2010  |
| 24           | 6         | Sliced in Two            | 16. července 2010 |
| 25           | 7         | Revenge is Mine          | 23. července 2010 |
| 26           | 8         | Ready to Snap            | 30. července 2010 |
| 27           | 9         | A Bloody Trail           | 6. srpna 2010     |
| 28           | 10        | Zero Hour                | 13. srpna 2010    |
| 29           | 11        | Fire in the Sky          | 20. srpna 2010    |
| 30           | 12        | Vendetta                 | 27. srpna 2010    |
| 31           | 13        | To the Ends of the Earth | 27. srpna 2010    |
| 32           | 14        | From Pirate to Prisoner  | 6. září 2010      |

### Čtvrtá řada (2011)
| Č. v seriálu | Č. v řadě | Původní název             | Český název             | Premiéra v USA    |
| ------------ | --------- | ------------------------- | ----------------------- | ----------------- |
| 33           | 0         | Road To The Showdown      |                         | 3. června 2011    |
| 34           | 1         | Battle Cry                | Válečný pokřik          | 3. června 2011    |
| 35           | 2         | No Escape                 |                         | 10. června 2011   |
| 36           | 3         | Ghosts in the Machine     |                         | 17. června 2011   |
| 37           | 4         | The Devil's Icebox        |                         | 24. června 2011   |
| 38           | 5         | Tracking the Enemy        |                         | 8. července 2011  |
| 39           | 6         | Race to Save Lives        | Závod o záchranu života | 15. července 2011 |
| 40           | 7         | Enemy in Their Grasp      | Nepřítel na dosah       | 22. července 2011 |
| 41           | 8         | Battle Stations           | Bojové základny         | 29. července 2011 |
| 42           | 9         | The Giant Enemy           |                         | 5. srpna 2011     |
| 43           | 10        | Delivering the Final Blow | Zasazení poslední rány  | 12. srpna 2011    |
| 44           | 11        | War Stories               |                         | 12. srpna 2011    |

### Pátá řada (2012)
| Č. v seriálu | Č. v řadě | Původní název               | Premiéra v USA    |
| ------------ | --------- | --------------------------- | ----------------- |
| 45           | 1         | Setting the Trap            | 1. června 2012    |
| 46           | 2         | Games of Chance             | 8. června 2012    |
| 47           | 3         | Dead in the Water           | 15. června 2012   |
| 48           | 4         | Into the Belly of the Beast | 22. června 2012   |
| 49           | 5         | Crossing the Line           | 29. června 2012   |
| 50           | 6         | Never Say Die               | 6. července 2012  |
| 51           | 7         | Counterstrike               | 13. července 2012 |
| 52           | 8         | Target Acquired             | 20. července 2012 |

### Šestá řada (2013)
| Č. v seriálu | Č. v řadě | Původní název     | Premiéra v USA    |
| ------------ | --------- | ----------------- | ----------------- |
| 53           | 1         | A Commander Rises | 13. prosince 2013 |

### Sedmá řada (2015)
| Č. v seriálu | Č. v řadě | Původní název      | Premiéra v USA |
| ------------ | --------- | ------------------ | -------------- |
| 54           | 1         | The Devil's Den    | 2. ledna 2015  |
| 55           | 2         | Fight to the Death | 2. ledna 2015  |
| 56           | 3         | The Darkest hour   | 2. ledna 2015  |